# Mircea Șerbănescu
Mircea Șerbănescu (n. 14 octombrie 1919, Cernăuți, d. 21 iulie 2012, Timișoara), prozator și publicist român, a fost autorul a numeroase lucrări de proză scurtă, romane, antologii de anticipație, articole și memorialistică.

## Biografie
Născut în Cernăuți (actualmente în Ucraina), a fost fiul Corneliei (născută Popescu) și al lui Petre Șerbănescu, inspector vamal.
A urmat școala primară în Turnu Severin ,unde a început și liceul (1924-1930), pe care l-a continuat în Craiova (1930-1932) și apoi în Timișoara, la Liceul „C. D. Loga" (1935-1938), când a debutat cu povestirea Bătrânul lăutar la revista „Colț de țară", urmată în același an (1937) de volumul de proză scurtă Cadavrul ambulant.
După absolvirea studiilor universitare la Academia de Înalte Studii Comerciale din București (1938-1942), a revenit în Timișoara, unde s-a stabilit și și-a continuat activitatea ziaristică deja începută în perioada 1940-1941 la publicația „Vestul". Între anii 1942 și 1944 a efectuat stagiul militar, fiind mobilizat pe frontul din Bucovina, după care a lucrat ca ziarist, dar și ca redactor, la „Românul" (1945), „Făclia Banatului" (1945-1948), „Drapelul roșu" (1948-1950), colaborând și la publicațiile „Colț de țară", „Fruncea", „Scrisul Bănățean" (devenită apoi „Orizont", „România literară" etc., în perioada tulbure de tranziție a puterii politice spre regimul comunist. Cu toate că unele din publicațiile la care a lucrat erau patronate politic („Românul" de către Partidul Național Liberal, „Făclia Banatului" de către Partidul Social-Democrat, iar mai târziu "Luptătorul bănățean" sub egida Partidului Comunist Român), în ciuda vicisitudinilor vieții și a presiunilor politice, Mircea Șerbănescu nu s-a angajat în niciun partid, nedevenind membru nici măcar al Partidului Comunist.

## Activitate, operă
A fost membru fondator al Filialei Timișoara a Uniunii Scriitorilor, căreia i-a devenit secretar literar în perioada 1951-1979.
Din 1993 a condus cenaclul „Pavel Bellu" și a fost redactor-șef al revistei „Anotimpuri literare", continuându-și cariera publicistică la „Orizont", „Tribuna", „România literară", „Luceafărul", „Viața românească", „Literatorul", „Paralela 45" etc.
Proza sa, în special după cel de-al Doilea Război Mondial, a fost angajată și considerată moralizatoare; aceleași tendințe moralizatoare se reflectă, de altfel, și în multele lucrări dedicate copiilor și tineretului.
În mod particular, scriitorul, s-a remarcat și ca autor de literatură științifico-fantastică (romane și povestiri în colecțiile “Fantastic Club”, "Povestiri științifico-fantastice", ”Clubul temerarilor” sau în volume de anticipație colective, cu lucrări ca: Uluitoarea transmigrație, Misterioasa sirenă) , participând la activitatea cenaclurilor de anticipație din Timișoara
În memorialistică, Mircea Șerbănescu s-a evidențiat prin evocarea istoriei literare și culturale a orașului Timișoara (Timișoara, memorie literară 1919-1947 și […] 1949-2000).
În 1980 a publicat Mic dicționar al literaturii științifico-fantastice românești în revista Paradox nr. 4.
Pentru activitatea sa literară, scriitorul a fost distins cu premiile Asociației Scriitorilor din Timișoara în 1972 (pentru volumul Misterioasa sirenă) și 1976 (pentru volumul Descoperirea de sine), precum și cu Premiul special al Filialei Timișoara a Uniunii Scriitorilor (2000), Diploma de excelență a Direcției județene pentru Cultură, Culte și Patrimoniul Cultural Național Timiș (2001), Ordinul Național "Serviciul Credincios" în gradul de "Cavaler" (2001), Medalia "Crucea comemorativă a celui de-al doilea război mondial" (2000), "Cetățean de onoare al Municipiului Timișoara".

## Opera literară
- Cadavrul ambulant, Editura Intelect, București, 1937
- Prea târziu, Editura Fruncea, Timișoara, 1942
- Biruința, Editura de Stat, București, 1953
- Rătăcire, Editura Tineretului, București, 1956
- Prețul tăcerii, Editura Tineretului, București, 1957
- O fată din cele multe, Editura pentru Literatură, București, 1958
- Timișoara, Editura Tineretului, București, 1961
- Pagini pentru ochii limpezi, Editura Tineretului, București, 1965
- Aventură în lumea albastră, Editura Tineretului, București, 1967
- Uluitoarea transmigrație, Editura Tineretului, București, 1968
- Privind cinematografic, Editura Albatros, București, 1970
- Misterioasa Sirenă, Editura Albatros, București, 1972
- Cerc și dragoste, Editura Facla, Timișoara, 1973
- Descoperirea de sine, Editura Facla, Timișoara, 1976
- Ghiozdanul cu surprize, Editura Ion Creangă, București, 1977
- Povești din degetar, Editura Facla, Timișoara, 1978
- Stăpânul soarelui, Editura Facla, Timișoara, 1982
- Fata din tren, Cartea Românească, București, 1984
- Fântâna cu apă vie, Editura Facla, Timișoara, 1985
- Inimi în primejdie, Editura Ion Creangă, București , 1985
- Fântâna cu apă vie, Editura Facla, Timișoara, 1985
- O ardere totală, Editura Militară, București, 1988
- Când D'Artagnan a fost să fie fată, Editura Facla, Timișoara, 1990
- Floare și îngheț, Editura Juventus, Craiova, 1990
- Ieșirea din vis, Anotimpuri literare, Timișoara, 1996
- Gemenii n-au nevoie de cuvinte, Editura Eubeea, Timișoara, 1998
- Timișoara, memorie literară, I: 1919-1947. Istorie literară și amintiri, Editura Augusta, Timișoara, 2000
- Romanul dragostei dintâi, Editura Eurostampa, Timișoara, 2003
- Timișoara, memorie literară, II: 1949-2000. Istorie literară și amintiri, Editura Augusta, Timișoara, 2004
- O eternă poveste, Editura Eubeea, Timișoara, 2004
- Dincoace de Palia de la Orăștie, Editura de Vest, Timișoara, 2004
- Neîntoarcerile, Editura Augusta, Timișoara, 2007

## Volume colective
- Comoara cea mare, E.S.P.L.A., București, 1961
- Oameni și stele - antologie S.F., Editura Tineretului, București, 1975
- Bibliografie de literatură română pentru copii, Editura Ion Creangă, București, 1978
- Die beste aller Welte rumänische S.F., Editura Dacia, Cluj, 1979
- Fuga în spațiu timp, Editura Ion Creangă, București, 1980
- Das präparierte Klavir, Editura Kriterion, București, 1982
- O antologie de anticipație, Editura Scrisul Românesc, Craiova, 1983
- Răposatul Narbon acționează, Editura Albatros, București, f.a.